# Lotos Grand Prix w skokach narciarskich
Lotos Grand Prix – międzynarodowe zawody skoków narciarskich rozgrywane w latach 2007–2009 w najmłodszych kategoriach wiekowych. 

## 2007
Pierwsza edycja odbyła się w marcu 2007 na kompleksie Średniej Krokwi w Zakopanem. Wzięło w niej udział ok. 120 skoczków, w tym blisko 50 Polaków, ok. 10 Austriaków oraz Słoweńców, wystąpili także zawodnicy z Czech, Niemiec, Bułgarii, Węgier, Holandii, Rumunii, Ukrainy, Finlandii i Słowacji. Przez media i organizatorów zawody zostały szumnie nazwane Nieoficjalnymi Mistrzostwami Świata Dzieci i Młodzieży
Konkurs podzielono na kilka kategorii wiekowych (roczników) - od 1990 do 1996. Była również osobna kategoria dziewcząt. Rywalizowano po dwa razy (w sobotę i niedzielę).
Zwycięzcy
| kategoria | zwycięzca I                        | zwycięzca II                           | skocznia |
| --------- | ---------------------------------- | -------------------------------------- | -------- |
| 1990      | Jakub Kot Start Krokiew Z-ne       | Kamil Kowal Start Krokiew Z-ne         | K85      |
| 1991      | Maciej Kot Start Krokiew Z-ne      | Maciej Kot Start Krokiew Z-ne          | K85      |
| 1992      | Paweł Słowiok Wisła Ustronianka    | Paweł Słowiok Wisła Ustronianka        | K65      |
| 1993      | Stefan Kraft SV Schwarzach         | Stefan Kraft SV Schwarzach             | K65      |
| 1994      | Stanisław Biela Start Krokiew Z-ne | Aleksander Zniszczoł Wisła Ustronianka | K35      |
| 1995      | Piotr Mojżesz Klimczok Bystra      | Damian Żyła Klimczok Bystra            | K35      |
| 1996      | Krzysztof Leja Start Krokiew Z-ne  | Krzysztof Leja Start Krokiew Z-ne      | K35      |
| dziew.    | Julia Kykkänen Lahden Hiihtoseura  | Michaela Doležalová TJ Frenštát        | K65      |

## 2008
W drugiej edycji wystąpiło 113 zawodników, z czego większość stanowili Polacy. Na starcie stanęli także Norwegowie, Czesi, Rumuni, Bułgarzy, Słoweńcy oraz Węgrzy.
Zwycięzcy
| kategoria | zwycięzca I                              | zwycięzca II                             | skocznia |
| --------- | ---------------------------------------- | ---------------------------------------- | -------- |
| 1991      | Isak Lunde Åsen IL                       | Anders Fannemel Hornindal IL             | K85      |
| 1992      | Paweł Słowiok Wisła Ustronianka          | Miloš Kadlec SKL Nové Město na Moravě    | K85      |
| 1993      | Władimir Zografski SK Samokow            | Tomasz Byrt Wisła Ustronianka            | K65      |
| 1994      | Klemens Murańka Wisła Zakopane           | Klemens Murańka Wisła Zakopane           | K65      |
| 1995      | Damian Żyła Klimczok Bystra              | Tomáš Friedrich Ještěd Liberec           | K65      |
| 1996      | Krzysztof Leja Start Krokiew Z-ne        | Krzysztof Leja Start Krokiew Z-ne        | K35      |
| 1997      | František Holík LSK Lomnice nad Popelkou | František Holík LSK Lomnice nad Popelkou | K35      |
| dziew.    | Lucie Miková Ještěd Liberec              | Lucie Miková Ještěd Liberec              | K35      |

## 2009
Na starcie III Lotos Grand Prix stanęło 105 skoczków z 11 krajów.
Zwycięzcy
| kategoria | zwycięzca I        | zwycięzca II      | skocznia |
| --------- | ------------------ | ----------------- | -------- |
| 1992      | Simen Key Grimsrud | Szilveszter Kozma | K85      |
| 1993      | Grzegorz Miętus    | Grzegorz Miętus   | K85      |
| 1994      | Jaka Kosec         | Jaka Kosec        | K65      |
| 1995      | Szilveszter Fulop  | Szilveszter Fulop | K65      |
| 1996      | Krzysztof Leja     | Krzysztof Leja    | K65      |
| 1997      | Tilen Bartol       | Tilen Bartol      | K35      |
| 1998      | Stefan Blega       | Stefan Blega      | K35      |
| dziew.    | Joanna Gawron      | Joanna Gawron     | K35      |